# Drill (música)
El Drill es un subgénero del rap que contienen los mismos sonidos 808's del Trap. Entró en la corriente principal estadounidense a principios de la década de 2010, tras el éxito de raperos y productores como Chief Keef, Lil Durk, Lil Reese, SD, Fredo Santana, Young Chop, G Herbo, Lil Bibby y King Louie, que tenían muchos fans locales y una importante presencia en Internet. A esto le siguió la atención de los medios de comunicación y el fichaje de músicos de drill por grandes sellos. Los artistas del género han destacado por su estilo de letras y su asociación con la delincuencia en Chicago.
Después de que el subgénero perdiera su impulso inicial y cayera en el olvido, el drill de Chicago vivió un resurgimiento a finales de la década de 2010 y principios de los 2020, impulsado por artistas como King Von, Polo G y con un renovado Lil Durk.

### Características del sonido de Drill
Al igual que el Trap utilizan mucho autotune de forma excesiva. Sin embargo, una diferencia clave entre ambos géneros es que el Drill no incluye los famosos "cowbells", un sonido muy común en las producciones de Trap. En su lugar, el Drill se caracteriza por elementos distintivos como los gritos en las producciones de Young Chop, quien los tomó de un archivo del DAW FL Studio, así como el uso de sonidos que imitan armas de fuego. A principios de la década de 2010, los beats en el Drill de Chicago eran bastante lentos, pero con el tiempo, las producciones han adoptado un ritmo más acelerado. 
Un subgénero regional, el UK drill, surgió en Londres, especialmente en el distrito de Brixton, a partir de 2012. El UK drill cobró importancia a mediados de 2012 y ha influido en otras escenas regionales, como la australiana, la española, la irlandesa, la holandesa y la de Brooklyn (reintroducida en Brooklyn a finales de 2010).